# Yogasana
Yôgásana é um ásana sentado do yôga. Este é um dos kundalinyásanas, que posicionam a sushumna nádí na base da coluna para a ascensão da kundaliní.
Em sânscrito Yôga vem da raiz yuj que dá a ideia de unir. Traduz-se dentro deste contexto como união no sentido de integração, mas o Sanskrit-English Dicitionary de Sir. Monier Williams traz mais de 80 significados para o verbete Yôga, entre os mais inusitados: equipe, veículo, equipamento de soldado, remédio, empreendimento, ganho, proveito, riqueza, ocasião, etc.

## Execução
O ponto chave desta posição é a anteflexão com a testa tocando o solo. As mãos normalmente estão atrás das costas com uma segurando o punho da outra, mas pode-se fazer outros mudrás como o prônam mudrá ou átman mudrá por exemplo.
As pernas podem estar como no vajrásana ou de forma mais poderosa como no padmásana entre outras posições de pernas.

## Galeria
- Padma YôgásanaPadma Yôgásana
- Vajra YôgásanaVajra Yôgásana
- Bhadra YôgásanaBhadra Yôgásana